# فریاد (فیلم ۱۹۶۳)
فریاد (چکی: Křik) یک فیلم درام به کارگردانی یارومیل ییرش است که سال ۱۹۶۳ اکران شد. این فیلم عموماً به عنوان نخستین فیلم از موج نوی چکسلواکی شناخته می‌شود.